# 危机之前 -最终幻想VII-
《危机之前 -最终幻想VII-》是一款由史克威尔艾尼克斯开发并发售的移动电话平台游戏软件。2004年9月24日首次发布，最早的对应机种仅为NTTDoCoMo的I-mode终端FOMA900i之后机型，之后SoftBank Mobile旗下的雅虎手机以及au旗下的EZweb也分别于2007年1月30日和2007年4月5日开始被提供支持。本作为“最终幻想VII补完计划”系列首作。
本文以下简称为《危机之前》。

## 游戏可玩性

一張《危機之前》的遊戲截圖，顯示有角色雷諾（Reno）和Gun（女）。

《危机之前》是一款实时动作角色扮演游戏。游戏采用2D橫向捲軸推进的方式令玩家操纵人物移动。在游戏可玩性方面，游戏提供有多种模式的玩法。“情节模式”是玩家通过游玩游戏的主要故事情节，完成各项任务，来继续进行游戏。“自由模式”则允许玩家漫步于城镇中同乡民们对话。玩家也可以游玩额外的任务来获得经验值（XP）和物品，其中有些是“自由模式”独有的。
游戏中的角色都有生命值（HP）和魔法值（MP），而且在获得一定的经验值之后可以升级至特定的值点以装备新的武器和盔甲。玩家可以通过手机的十字键来操控游戏人物，右功能键可以用来施放魔法。在战斗中玩家可以选择手动攻击的敌人或按下操作键自动攻击最近的敌人。

## 开发
本作是史克威尔艾尼克斯首个专门为手机平台开发的原创游戏，其以包月订购的形式发布在NTT DoCoMo旗下FOMA品牌iMode产品线下。本作也是“最终幻想VII补完计划”系列中第二个被公布的作品，但却在《最终幻想VII 降临之子》因后期制作而推迟上映时率先发售。在2005年E3展前新闻发布会上，史克威尔艾尼克斯宣布游戏的英文版本将于2006年在美国发布。2006年东京电玩展结束后，游戏额外新增两家日本移动运营商，分别是2007年1月开始支持运作的SoftBank Mobile，以及2007年4月支持运作的EZweb。2010年，史克威尔艾尼克斯的制作人田畑端曾在推特上发表其想将危机之前移植至Nintendo 3DS的愿望，“重新进行方案的结构和游戏设计”，支持大量的塔克斯成员玩家同时进行游戏使其更像是一款动作RPG。野村哲也和北濑佳范对此也表示很感兴趣。当被问及游戏的本地化情况时，藤田敬二（Keiji Fujita）在发布将登陆美国市场的消息之后没有新进展。他进一步解释说，由于游戏是属于在线游戏，当时美国市场的功能手机普遍规格较低而不适于游戏的本地化，本作仅适用于在日本市场的高端手机。藤田同时指出游戏没有被移植的另一个可能原因是由于游戏制作人离职并投入游戏厂商卡普空的缘故。

## 评价
《危机之前》普遍获得了评论家们的积极反映。AnimeFringe评价游戏的特效看起来“相当的好”，并对游戏通过使塔克斯（Turks）成员作为主角而雪崩（AVALANCHE）则为反派角色来“扭转好人与坏人角色”表示称赞。RPGamer的Cara Lee Haslam在E3展会上试玩过游戏之后指出，“游戏的绘图方面真棒，尤其是对于一个手机游戏来说，”尽管如此，她也指出游戏在动画方面“还不是最好的。”GameSpot的Bethany Massimilla也在E3展会上试玩了游戏，并对其大加称赞。游戏投放市场的当天吸引了20万用户上线注册，成为当时在手机平台上销量最高的游戏。1UP.com将本作列为五大最不可能登陆北美市场的日本经典游戏之一。